# Balog Márton (birtokos)
Tordai Balog Márton (18. század) birtokos, táblabíró.

## Élete
Birtokai Máramaros vármegyében voltak. Tanulmányait a kolozsvári főiskolán végezte, majd huszti iskolatanítóként működött. Ezután Máramarosszigeten megtelepedve, a megye táblabírája lett. A megye tudós és előkelő tagjaként tisztelték. A régiségek kedvelője volt.

## Munkái
Kézirati munkái:
- Historia comitatus Maramarosiensis. (Bél Mátyás nagy műve számára készült 1749-ben. A fia által másolt példányát a máramarosszigeti levéltárban őrzik.)
- Diplomatarium és Napló, kéziratok a máramarosszigeti lyceumi könyvtárba kerültek.